# صادق تبریزی

نخستین آرم جمهوری اسلامی ایران اثر صادق تبریزی

صادق تبریزی (زاده ۳ اسفند ۱۳۱۷ - درگذشته ۱۳۹۶) از هنرمندان پیشگام هنر نوگرای ایران، نقاش و  و از پیشروان سبک نقاشیخط است. تبریزی همچنین از چهره‌های شاخص مکتب سقاخانه به شمار می‌آید.
او آفرینندهٔ نخستین نشان رسمی جمهوری اسلامی ایران بود.

## زندگی‌نامه
صادق تبریزی سال ۱۳۱۷ در تهران متولد شد. او نقاش، طراح، خوشنویس و از چهره‌های شاخص مکتب سقاخانه و نقاشی‌خط است. تبریزی در کنار خلق اثر، ده‌ها مقاله هنری نیز به چاپ رساند. او در سال ۱۳۵۲ نگارخانه ۶۶ را در خیابان سمیه کنونی دایر کرد و نخستین پوستر جمهوری اسلامی موسوم به شب‌های الله‌اکبر را در سال ۱۳۵۷ طراحی نمود. در طول پنجاه سال فعالیت هنری، وی بالغ بر سی نمایشگاه انفرادی و گروهی داشته و آثارش علاوه بر نمایش در گالری‌ها و نمایشگاه‌های بزرگ جهان همچون آرت فر ایتالیا، هیل لندن، منهتن سوهو آمریکا، آرتیتود پاریس، آرت اکسپو چین و نمایشگاه بین‌المللی سوئیس، در موزه‌های مهمی همچون مجموعه گری دانشگاه نیویورک، موزه هان چین و موزه‌های بانک ملی، بانک سپه، بانک پاسارگاد و هنرهای معاصر تهران نگهداری می‌شوند.تبریزی از منتقدان جدی جریان‌های حاکم بر حراجی‌های داخل ایران بود.او در آغاز علاوه بر نقاشی ایرانی، در زمینه سفال و سرامیک نیز فعالیت داشت و بسیاری از خط‌نگاره‌هایش را نخستین بار روی قطعات سرامیک در کارگاه سرامیک‌سازی اداره هنرهای زیبا (۱۳۳۸) اجرا کرد. در ادامه، تجربیات متفاوتی با تکنیک کولاژ و با استفاده از انواع قطعات تزیینی و ترکیب آن‌ها با نقوش ایرانی، فیگورهای مینیاتوری و رنگ‌های زنده داشت. نخستین بار آثار وی در انجمن ایران و آمریکا نمایش داده شدند، هرچند پس از شرکت در بینال‌های تهران (۴۵–۱۳۴۱) تبریزی بیش از پیش به استفاده از عناصر نوشتاری و فرم‌های خوشنویسی ایرانی روی آورد و در ادامه این خطوط را در ترکیبی چشم‌نواز و شاعرانه با سنت نگارگری با نیم‌نگاهی به نقاشی‌های قهوه‌خانه ادغام کرد. با آغاز دهه ۱۳۵۰ سبک کاری تبریزی تثبیت شد و او با اغراق در ابعاد آدم‌ها و جانوران، برخلاف مینیاتورهای ظریف نسخه‌های مصور کهن، به روایتی تازه از همنشینی خط و رنگ در گستره بوم و نوآوری در نقاشی رسید و همین امر او را از خیل نقاشان مینیاتوریست سنتگرای هم‌عصرش جدا کرد.صادق تبریزی نخستین بار در سال ۱۳۳۸ نقاشی خط را روی یک پنل سرامیکی کار کرد و به گواه برخی کارشناسان و منتقدان کار این هنرمند روی این پنل سرامیکی، نخستین اثر نقاشی خط است که کلماتش به قصد خوانده شدن نوشته نشده‌است. تبریزی اوایل دهه ۱۳۴۰ نزد استاد علی اکبر کاوه خوشنویسی را فراگرفت و پس از آن همزمان با رواج مکتب سقاخانه در میان شماری از هنرمندان، به سبک نقاشی خط روی آورد. او در کنار پرویز تناولی، حسین زنده‌رودی، فرامرز پیلارام، مسعود عربشاهی و منصور قندریز از پیشگامان مکتب سقاخانه است، مکتبی که ریشه در مکتب‌های قدیمی و میراث فرهنگی ایران داشت و قرار بود پلی میان سنت و دنیای نو بنا کند.وی آخرین نمایشگاه خارج از ایرانش را همزمان با «هفته هنری جهان اسلام» در سال ۱۳۹۱ در لندن برپا کرد. روزنامه ایرلندی «آیریش تایمز» او را «خنیاگر رنگ‌ها» دانست که با نقاشی‌هایش، موجب نزدیکی فرهنگ‌ها به هم می‌شود. 
صادق تبریزی در سال ۱۳۹۶ در لندن، شهری که چندین ماه به‌منظور مداوا در آنجا ساکن بود، درگذشت و در همان شهر به خاک سپرده شد.